# Йоганнес Братерус
Йоганнес Бротерус (фін. Johannes Alexander Brotherus; нар. 25 жовтня 1997, Фінляндія) — фінський співак, музикант, автор пісень та актор. Відомий як вокаліст фінського поп-гурту KUUMAA. 